# Ectopomyia baculigera
Ectopomyia baculigera är en tvåvingeart som beskrevs av Hardy 1973. Ectopomyia baculigera ingår i släktet Ectopomyia och familjen borrflugor.
Artens utbredningsområde är Laos. Inga underarter finns listade i Catalogue of Life.